# 谢登
谢登是德国下萨克森州的一个市镇。总面积26.69平方公里，总人口1963人，其中男性996人，女性967人（2011年12月31日），人口密度74人/平方公里。